# Língua gestual portuguesa
Die Língua gestual portuguesa (LGP, Portugiesische Gebärdensprache) ist die Gebärdensprache in Portugal.
Sie ist in der Verfassung anerkannt und wurde von der Svenskt teckenspråk (STS, Schwedischen Gebärdensprache) durch die erste Schulgründung des schwedischen Gehörlosenpädagogen Pär Aron Borg beeinflusst.
Die Cape Verdian Sign Language stammt von der LGP ab. Ein leichter Einfluss der LGP besteht auch auf die Guinea-Bissau Sign Language. Die São Tomé and Príncipe Sign Language hat eine gewisse Ähnlichkeit mit der LGP.
In Angola wird die LGP auch verwendet.

## Geschichte

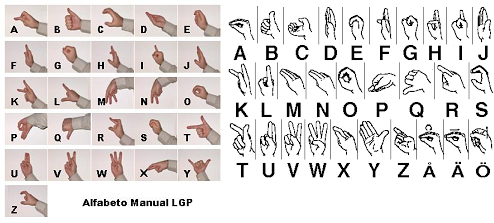
Vergleich der Fingeralphabete der Svenskt teckenspråk (rechts) und Língua gestual portuguesa (links)

Die LGP hat ihren Ursprung in der STS, als der schwedische König Pär Aron Borg im 19. Jahrhundert nach Portugal schickte. 1823 wurde dann die erste Gehörlosenschule in Portugal gegründet. Obwohl viele Gebärden aus der STS in die LGP übernommen wurden und somit eine gemeinsame Wurzel besteht, hat sie sich autonom weiterentwickelt und unterscheidet sich stark von der in Schweden verwendeten Gebärdensprache.